# Degeeriella regalis
Degeeriella regalis är en insektsart som först beskrevs av Christoph Gottfried Andreas Giebel 1866.  Degeeriella regalis ingår i släktet strållöss, och familjen fjäderlöss. Arten är reproducerande i Sverige.